# Hypericum seniawinii
Hypericum seniawinii är en johannesörtsväxtart som beskrevs av Carl Maximowicz. Hypericum seniawinii ingår i släktet johannesörter, och familjen johannesörtsväxter. Inga underarter finns listade i Catalogue of Life.